# Tonaliet

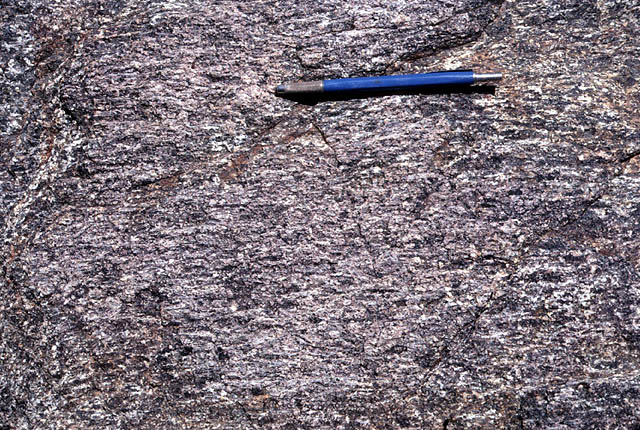

Tonaliet is een felsisch dieptegesteente met een chemische samenstelling gelijk aan die van graniet, alleen zonder kaliveldspaat.

## Eigenschappen
Tonaliet wordt gevormd uit magma's arm aan kaliveldspaten. Het stollingsgesteente bevat doorgaans meer dan 20% kwarts en verder plagioklaas, amfibool en pyroxeen. Een variant van tonaliet die alleen biotiet als mafisch mineraal heeft, wordt trondheimiet genoemd, naar de Noorse plaats Trondheim.

## Naamgeving
De naam van het gesteente is afgeleid van de Tonalepas in noord-west Italië